# شاه‌میگوی تیغی
شاه‌میگوی تیغی (به انگلیسی: Spiny lobster) خانواده‌ای از حدود ۶۰ سرده از سخت‌پوستان ده‌پا است.